# Dai Li (wioślarka)
Dai Li (chiń. 戴莉; ur. 22 sierpnia 1983 w Anhui) – chińska wioślarka.

## Osiągnięcia
- Mistrzostwa Świata – Poznań 2009 – dwójka bez sternika – 11. miejsce[1].